# Wola Wysoka
Wola Wysoka [pronunciación en polaco: /ˈvɔla vɨˈsɔka/] es una aldea ubicada en el distrito administrativo de Gmina Skierniewice, dentro del condado de Skierniewice, Voivodato de Łódź, en el centro de Polonia. Se encuentra a unos 10 kilómetros al sur de Skierniewice y a 46 kilómetros al este de la capital regional Łódź.